# إيشل كرنجي
إيشل كرنجي (بالهندية: इचलकरंजी)‏ هي مدينة، في الهند، تقع في منطقة كولهابور، بلغ عدد سكانها 287,570 نسمة وذلك حسب إحصائيات سنة 2011، تبلغ مساحتها 29.84 كيلومتر مربع، رمزها البريدي هو 416115.

## أعلام
- سوبهاش خوت